# Piec rakietowy
Piec rakietowy (ang. rocket stove mass heater) – rodzaj pieca, w którym palenisko połączone jest z pionową komorą spalania, zwaną podnośnikiem ciepła (ang. heat riser). Piec rakietowy jest piecem podwójnego spalania co oznacza, że oprócz paliwa stałego spalają się w nim również substancje lotne, które w zwyczajnym piecu wydalane są przez komin wylotowy. Zależnie od konstrukcji pieca temperatura w podnośniku ciepła wynosić może między 800 a 1200 °C.